# Падчин, Пётр Архипович
Пётр Архипович Падчин (1883 — ?) — русский офицер, герой Первой мировой войны, участник Белого движения.

## Биография
Из потомственных дворян Самарской губернии.
Окончил Оренбургский Неплюевский кадетский корпус (1900) и Константиновское артиллерийское училище (1902), откуда выпущен был подпоручиком в Ивангородскую крепостную артиллерию.
10 октября 1904 года переведен в Восточно-Сибирский осадный артиллерийский полк, а 26 июля 1906 года — во 2-й Восточно-Сибирский осадный артиллерийский полк. Произведен в поручики 1 сентября 1906 года. 2 августа 1910 года переведен в 1-й Владивостокский крепостной артиллерийский полк. Произведен в штабс-капитаны 3 сентября 1910 года. 18 января 1912 года переведен в 3-й Владивостокский крепостной артиллерийский полк.
С началом Первой мировой войны, 30 октября 1914 года переведен в 3-ю Сибирскую стрелковую артиллерийскую бригаду, а 26 января 1915 года — в З-й Сибирский мортирный артиллерийский дивизион. Высочайшим приказом от 17 апреля 1916 года удостоен ордена Св. Георгия 4-й степени
За то, что в бою 29-го мая 1915 года под м. Жогине смело выдвинулся вперед со своей батареей, сопровождая пехоту до полного сближения с противником, нанес решительное поражение неприятелю своим огнем и дал возможность нашей пехоте занять и утвердиться на окраине м. Жогине. При этом не только с полным успехом руководил огнем своей батареи, но увлек за собою примером беззаветной храбрости роту стрелков после того, как командир ее был ранен. При этой атаке, находясь все время на линии пехотных цепей и в то же время управляя огнем батареи, капитан Падчин был тяжело ранен.
Произведен в капитаны 21 января 1916 года «за отличия в делах против неприятеля». 31 января 1917 года назначен командующим 3-й батареей 3-й Кавказской стрелковой артиллерийской бригады, а 25 мая того же года произведен в подполковники с утверждением в должности.
В Гражданскую войну участвовал в Белом движении в войсках Восточного фронта. В 1918 году — командир 1-го Казанского стрелкового артиллерийского дивизиона Народной армии. На 1 марта 1919 года — начальник артиллерии 13-й Казанской стрелковой дивизии, полковник.
Дальнейшая судьба неизвестна.